# وولفگانگ کهلر
وولفگانگ کهلر (آلمانی: Wolfgang Köhler؛ ۲۱ ژانویه ۱۸۸۷ – ۱۱ ژوئن ۱۹۶۷) روان‌شناس و پدیدارشناس اهل آلمان بود.
او همانند ماکس ورتهایمر و کورت کافکا در ایجاد روانشناسی گشتالت نقش داشته‌است. کولر از سال ۱۹۰۵ تا ۱۹۰۶ در دانشگاه توبینگن، از سال ۱۹۰۶ تا ۱۹۰۷ در دانشگاه بن و از سال ۱۹۰۷ تا ۱۰۹۰ در دانشگاه هومبولت برلین تحصیل کرده‌است.